# Sveriges herrlandskamper i fotboll 1920–1929
Sveriges herrlandskamper i fotboll 1920–1929 omfattade bland annat två olympiska spel, i OS i Antwerpen 1920 och OS i Paris 1924. I Antwerpen 1920 blev Herbert Karlsson hela turneringens skyttekung med sina sju mål, varav fem gjorda i matchen mot Grekland, en match som Sverige vann med 9-0.
. I Paris 1924 tog det svenska landslaget överraskande hem brons. Deras 8-1-seger mot de regerande mästarna Belgien i inledningen av turneringen räknas ännu som en av de största skrällarna i fotbollshistorien.

## 1920
| TM | 30 maj 1920 | Sverige | 4 – 0   | Finland | Stockholms stadion                                   |                                                      |
|    |             |         | (1 – 0) |         | Stockholm Publik: 10 000 Domare: Paul Putz (Belgien) | Stockholm Publik: 10 000 Domare: Paul Putz (Belgien) |
|    |             |         |         |         | Stockholm Publik: 10 000 Domare: Paul Putz (Belgien) | Stockholm Publik: 10 000 Domare: Paul Putz (Belgien) |
|    |             |         |         |         | Stockholm Publik: 10 000 Domare: Paul Putz (Belgien) | Stockholm Publik: 10 000 Domare: Paul Putz (Belgien) |

| TM | 6 juni 1920 | Sverige | 0 – 1   | Schweiz | Stockholms stadion                                             |                                                                |
|    |             |         | (0 – 0) |         | Stockholm Publik: 12 000 Domare: Willem Eymers (Nederländerna) | Stockholm Publik: 12 000 Domare: Willem Eymers (Nederländerna) |
|    |             |         |         |         | Stockholm Publik: 12 000 Domare: Willem Eymers (Nederländerna) | Stockholm Publik: 12 000 Domare: Willem Eymers (Nederländerna) |
|    |             |         |         |         | Stockholm Publik: 12 000 Domare: Willem Eymers (Nederländerna) | Stockholm Publik: 12 000 Domare: Willem Eymers (Nederländerna) |

| TM | 27 juni 1920 | Norge | 0 – 3   | Sverige | Græsbanen                                                       |                                                                 |
|    |              |       | (0 – 2) |         | Kristiania Publik: 14 000 Domare: Hagbard Vestergaard (Danmark) | Kristiania Publik: 14 000 Domare: Hagbard Vestergaard (Danmark) |
|    |              |       |         |         | Kristiania Publik: 14 000 Domare: Hagbard Vestergaard (Danmark) | Kristiania Publik: 14 000 Domare: Hagbard Vestergaard (Danmark) |
|    |              |       |         |         | Kristiania Publik: 14 000 Domare: Hagbard Vestergaard (Danmark) | Kristiania Publik: 14 000 Domare: Hagbard Vestergaard (Danmark) |

| OS    | 28 augusti 1920 | Sverige                                                                                           | 9 – 0           | Grekland | Olympiastadion                                            |                                                           |
| 17:30 | 17:30           | Albert Olsson 4′, 79′ Herbert Carlsson 15′, 20′, 21′, 51′, 85′ Ragnar Wicksell 25′ Albin Dahl 31′ | (6 – 0) Rapport |          | Antwerpen Publik: 5 000 Domare: Charles Barette (Belgien) | Antwerpen Publik: 5 000 Domare: Charles Barette (Belgien) |
| 17:30 | 17:30           |                                                                                                   |                 |          | Antwerpen Publik: 5 000 Domare: Charles Barette (Belgien) | Antwerpen Publik: 5 000 Domare: Charles Barette (Belgien) |
| 17:30 | 17:30           |                                                                                                   |                 |          | Antwerpen Publik: 5 000 Domare: Charles Barette (Belgien) | Antwerpen Publik: 5 000 Domare: Charles Barette (Belgien) |

| OS    | 29 augusti 1920 | Nederländerna                                                          | 0000 5 – 4 (e.fl.) | Sverige                                                    | Stadion Broodstraat                                           |                                                               |
| 10:00 | 10:00           | Ber Groosjohan 10′, 57′ Jaap Bulder 44′, 88′ (str.) Jan de Natris 115′ | (2 – 3) Rapport    | 16′, 32′ Herbert Carlsson 20′ Albert Olsson 72′ Albin Dahl | Antwerpen Publik: 5 000 Domare: Josef Fanta (Tjeckoslovakien) | Antwerpen Publik: 5 000 Domare: Josef Fanta (Tjeckoslovakien) |
| 10:00 | 10:00           |                                                                        |                    |                                                            | Antwerpen Publik: 5 000 Domare: Josef Fanta (Tjeckoslovakien) | Antwerpen Publik: 5 000 Domare: Josef Fanta (Tjeckoslovakien) |
| 10:00 | 10:00           |                                                                        |                    |                                                            | Antwerpen Publik: 5 000 Domare: Josef Fanta (Tjeckoslovakien) | Antwerpen Publik: 5 000 Domare: Josef Fanta (Tjeckoslovakien) |

| OS    | 1 september 1920 | Spanien                                   | 2 – 1   | Sverige        | Stadion Broodstraat                                      |                                                          |
| 16:30 | 16:30            | José María Belauste 51′ Domingo Acedo 53′ | (0 – 1) | 28′ Albin Dahl | Antwerpen Publik: 1 500 Domare: Giovanni Mauro (Italien) | Antwerpen Publik: 1 500 Domare: Giovanni Mauro (Italien) |
| 16:30 | 16:30            |                                           |         |                | Antwerpen Publik: 1 500 Domare: Giovanni Mauro (Italien) | Antwerpen Publik: 1 500 Domare: Giovanni Mauro (Italien) |
| 16:30 | 16:30            |                                           |         |                | Antwerpen Publik: 1 500 Domare: Giovanni Mauro (Italien) | Antwerpen Publik: 1 500 Domare: Giovanni Mauro (Italien) |

| TM | 19 september 1920 | Finland | 1 – 0   | Sverige | Tölö bollplan                                              |                                                            |
|    |                   |         | (1 – 0) |         | Helsingfors Publik: 6 000 Domare: Thorvald Johnsen (Norge) | Helsingfors Publik: 6 000 Domare: Thorvald Johnsen (Norge) |
|    |                   |         |         |         | Helsingfors Publik: 6 000 Domare: Thorvald Johnsen (Norge) | Helsingfors Publik: 6 000 Domare: Thorvald Johnsen (Norge) |
|    |                   |         |         |         | Helsingfors Publik: 6 000 Domare: Thorvald Johnsen (Norge) | Helsingfors Publik: 6 000 Domare: Thorvald Johnsen (Norge) |

| TM | 26 september 1920 | Sverige | 0 – 0   | Norge | Stockholms stadion                                               |                                                                  |
|    |                   |         | (0 – 0) |       | Stockholm Publik: 15 000 Domare: Wolf Simon Boas (Nederländerna) | Stockholm Publik: 15 000 Domare: Wolf Simon Boas (Nederländerna) |
|    |                   |         |         |       | Stockholm Publik: 15 000 Domare: Wolf Simon Boas (Nederländerna) | Stockholm Publik: 15 000 Domare: Wolf Simon Boas (Nederländerna) |
|    |                   |         |         |       | Stockholm Publik: 15 000 Domare: Wolf Simon Boas (Nederländerna) | Stockholm Publik: 15 000 Domare: Wolf Simon Boas (Nederländerna) |

| TM | 10 oktober 1920 | Sverige | 0 – 2   | Danmark | Stockholms stadion                                               |                                                                  |
|    |                 |         | (0 – 2) |         | Stockholm Publik: 10 000 Domare: Wolf Simon Boas (Nederländerna) | Stockholm Publik: 10 000 Domare: Wolf Simon Boas (Nederländerna) |
|    |                 |         |         |         | Stockholm Publik: 10 000 Domare: Wolf Simon Boas (Nederländerna) | Stockholm Publik: 10 000 Domare: Wolf Simon Boas (Nederländerna) |
|    |                 |         |         |         | Stockholm Publik: 10 000 Domare: Wolf Simon Boas (Nederländerna) | Stockholm Publik: 10 000 Domare: Wolf Simon Boas (Nederländerna) |

## 1921
| TM | 26 mars 1921 | Österrike | 2 – 2   | Sverige | Simmeringer Sportplatz                                      |                                                             |
|    |              |           | (1 – 1) |         | Wien Publik: 35 000 Domare: Wolf Simon Boas (Nederländerna) | Wien Publik: 35 000 Domare: Wolf Simon Boas (Nederländerna) |
|    |              |           |         |         | Wien Publik: 35 000 Domare: Wolf Simon Boas (Nederländerna) | Wien Publik: 35 000 Domare: Wolf Simon Boas (Nederländerna) |
|    |              |           |         |         | Wien Publik: 35 000 Domare: Wolf Simon Boas (Nederländerna) | Wien Publik: 35 000 Domare: Wolf Simon Boas (Nederländerna) |

| TM | 29 maj 1921 | Sverige | 0 – 3   | Finland | Stockholms stadion                                          |                                                             |
|    |             |         | (0 – 2) |         | Stockholm Publik: 17 000 Domare: Lauritz Andersen (Danmark) | Stockholm Publik: 17 000 Domare: Lauritz Andersen (Danmark) |
|    |             |         |         |         | Stockholm Publik: 17 000 Domare: Lauritz Andersen (Danmark) | Stockholm Publik: 17 000 Domare: Lauritz Andersen (Danmark) |
|    |             |         |         |         | Stockholm Publik: 17 000 Domare: Lauritz Andersen (Danmark) | Stockholm Publik: 17 000 Domare: Lauritz Andersen (Danmark) |

| TM | 19 juni 1921 | Norge | 3 – 1   | Sverige | Græsbanen                                                 |                                                           |
|    |              |       | (1 – 0) |         | Kristiania Publik: 15 000 Domare: Jack Howcroft (England) | Kristiania Publik: 15 000 Domare: Jack Howcroft (England) |
|    |              |       |         |         | Kristiania Publik: 15 000 Domare: Jack Howcroft (England) | Kristiania Publik: 15 000 Domare: Jack Howcroft (England) |
|    |              |       |         |         | Kristiania Publik: 15 000 Domare: Jack Howcroft (England) | Kristiania Publik: 15 000 Domare: Jack Howcroft (England) |

| TM | 22 juli 1921 | Estland | 0 – 0   | Sverige | Tiigiveski Sportplatz                             |                                                   |
|    |              |         | (0 – 0) |         | Tallinn Publik: 2 000 Domare: Karl Akel (Estland) | Tallinn Publik: 2 000 Domare: Karl Akel (Estland) |
|    |              |         |         |         | Tallinn Publik: 2 000 Domare: Karl Akel (Estland) | Tallinn Publik: 2 000 Domare: Karl Akel (Estland) |
|    |              |         |         |         | Tallinn Publik: 2 000 Domare: Karl Akel (Estland) | Tallinn Publik: 2 000 Domare: Karl Akel (Estland) |

| TM | 24 juli 1921 | Sverige | 1 – 3   | Österrike | Stockholms stadion                                               |                                                                  |
|    |              |         | (1 – 2) |           | Stockholm Publik: 18 000 Domare: Wolf Simon Boas (Nederländerna) | Stockholm Publik: 18 000 Domare: Wolf Simon Boas (Nederländerna) |
|    |              |         |         |           | Stockholm Publik: 18 000 Domare: Wolf Simon Boas (Nederländerna) | Stockholm Publik: 18 000 Domare: Wolf Simon Boas (Nederländerna) |
|    |              |         |         |           | Stockholm Publik: 18 000 Domare: Wolf Simon Boas (Nederländerna) | Stockholm Publik: 18 000 Domare: Wolf Simon Boas (Nederländerna) |

| TM | 18 september 1921 | Sverige | 0 – 3   | Norge | Stockholms stadion                                          |                                                             |
|    |                   |         | (0 – 3) |       | Stockholm Publik: 12 000 Domare: Lauritz Andersen (Danmark) | Stockholm Publik: 12 000 Domare: Lauritz Andersen (Danmark) |
|    |                   |         |         |       | Stockholm Publik: 12 000 Domare: Lauritz Andersen (Danmark) | Stockholm Publik: 12 000 Domare: Lauritz Andersen (Danmark) |
|    |                   |         |         |       | Stockholm Publik: 12 000 Domare: Lauritz Andersen (Danmark) | Stockholm Publik: 12 000 Domare: Lauritz Andersen (Danmark) |

| TM | 9 oktober 1921 | Sverige | 0 – 0   | Danmark | Stockholms stadion                                        |                                                           |
|    |                |         | (0 – 0) |         | Stockholm Publik: 18 000 Domare: Ragnvald Smedvik (Norge) | Stockholm Publik: 18 000 Domare: Ragnvald Smedvik (Norge) |
|    |                |         |         |         | Stockholm Publik: 18 000 Domare: Ragnvald Smedvik (Norge) | Stockholm Publik: 18 000 Domare: Ragnvald Smedvik (Norge) |
|    |                |         |         |         | Stockholm Publik: 18 000 Domare: Ragnvald Smedvik (Norge) | Stockholm Publik: 18 000 Domare: Ragnvald Smedvik (Norge) |

| TM | 6 november 1921 | Ungern | 4 – 2   | Sverige | Üllöi ut                                                        |                                                                 |
|    |                 |        | (1 – 0) |         | Budapest Publik: 34 000 Domare: Wolf Simon Boas (Nederländerna) | Budapest Publik: 34 000 Domare: Wolf Simon Boas (Nederländerna) |
|    |                 |        |         |         | Budapest Publik: 34 000 Domare: Wolf Simon Boas (Nederländerna) | Budapest Publik: 34 000 Domare: Wolf Simon Boas (Nederländerna) |
|    |                 |        |         |         | Budapest Publik: 34 000 Domare: Wolf Simon Boas (Nederländerna) | Budapest Publik: 34 000 Domare: Wolf Simon Boas (Nederländerna) |

| TM | 13 november 1921 | Tjeckoslovakien | 2 – 2   | Sverige | Sparta-Letna                                               |                                                            |
|    |                  |                 | (2 – 1) |         | Prag Publik: 16 000 Domare: Heinrich Retschury (Österrike) | Prag Publik: 16 000 Domare: Heinrich Retschury (Österrike) |
|    |                  |                 |         |         | Prag Publik: 16 000 Domare: Heinrich Retschury (Österrike) | Prag Publik: 16 000 Domare: Heinrich Retschury (Österrike) |
|    |                  |                 |         |         | Prag Publik: 16 000 Domare: Heinrich Retschury (Österrike) | Prag Publik: 16 000 Domare: Heinrich Retschury (Österrike) |

## 1922
| TM | 28 maj 1922 | Sverige | 1 – 2   | Polen | Stockholms stadion                                      |                                                         |
|    |             |         | (0 – 1) |       | Stockholm Publik: 16 142 Domare: Hugo Meisl (Österrike) | Stockholm Publik: 16 142 Domare: Hugo Meisl (Österrike) |
|    |             |         |         |       | Stockholm Publik: 16 142 Domare: Hugo Meisl (Österrike) | Stockholm Publik: 16 142 Domare: Hugo Meisl (Österrike) |
|    |             |         |         |       | Stockholm Publik: 16 142 Domare: Hugo Meisl (Österrike) | Stockholm Publik: 16 142 Domare: Hugo Meisl (Österrike) |

| TM | 5 juni 1922 | Finland | 1 – 4   | Sverige | Tölö bollplan                                            |                                                          |
|    |             |         | (1 – 2) |         | Helsingfors Publik: 5 000 Domare: Hugo Meisl (Österrike) | Helsingfors Publik: 5 000 Domare: Hugo Meisl (Österrike) |
|    |             |         |         |         | Helsingfors Publik: 5 000 Domare: Hugo Meisl (Österrike) | Helsingfors Publik: 5 000 Domare: Hugo Meisl (Österrike) |
|    |             |         |         |         | Helsingfors Publik: 5 000 Domare: Hugo Meisl (Österrike) | Helsingfors Publik: 5 000 Domare: Hugo Meisl (Österrike) |

| TM | 9 juli 1922 | Sverige | 1 – 1   | Ungern | Stockholms stadion                                          |                                                             |
|    |             |         | (1 – 0) |        | Stockholm Publik: 15 752 Domare: Lauritz Andersen (Danmark) | Stockholm Publik: 15 752 Domare: Lauritz Andersen (Danmark) |
|    |             |         |         |        | Stockholm Publik: 15 752 Domare: Lauritz Andersen (Danmark) | Stockholm Publik: 15 752 Domare: Lauritz Andersen (Danmark) |
|    |             |         |         |        | Stockholm Publik: 15 752 Domare: Lauritz Andersen (Danmark) | Stockholm Publik: 15 752 Domare: Lauritz Andersen (Danmark) |

| TM | 13 augusti 1922 | Sverige | 0 – 2   | Tjeckoslovakien | Stockholms stadion                                       |                                                          |
|    |                 |         | (0 – 2) |                 | Stockholm Publik: 17 000 Domare: Sophus Hansen (Danmark) | Stockholm Publik: 17 000 Domare: Sophus Hansen (Danmark) |
|    |                 |         |         |                 | Stockholm Publik: 17 000 Domare: Sophus Hansen (Danmark) | Stockholm Publik: 17 000 Domare: Sophus Hansen (Danmark) |
|    |                 |         |         |                 | Stockholm Publik: 17 000 Domare: Sophus Hansen (Danmark) | Stockholm Publik: 17 000 Domare: Sophus Hansen (Danmark) |

| TM | 23 augusti 1922 | Sverige | 0 – 0   | Norge | Stockholms stadion                                      |                                                         |
|    |                 |         | (0 – 0) |       | Stockholm Publik: 14 000 Domare: Einer Ulrich (Danmark) | Stockholm Publik: 14 000 Domare: Einer Ulrich (Danmark) |
|    |                 |         |         |       | Stockholm Publik: 14 000 Domare: Einer Ulrich (Danmark) | Stockholm Publik: 14 000 Domare: Einer Ulrich (Danmark) |
|    |                 |         |         |       | Stockholm Publik: 14 000 Domare: Einer Ulrich (Danmark) | Stockholm Publik: 14 000 Domare: Einer Ulrich (Danmark) |

| TM | 24 september 1922 | Norge | 0 – 5   | Sverige | Græsbanen                                                    |                                                              |
|    |                   |       | (0 – 4) |         | Kristiania Publik: 15 000 Domare: Lauritz Andersen (Danmark) | Kristiania Publik: 15 000 Domare: Lauritz Andersen (Danmark) |
|    |                   |       |         |         | Kristiania Publik: 15 000 Domare: Lauritz Andersen (Danmark) | Kristiania Publik: 15 000 Domare: Lauritz Andersen (Danmark) |
|    |                   |       |         |         | Kristiania Publik: 15 000 Domare: Lauritz Andersen (Danmark) | Kristiania Publik: 15 000 Domare: Lauritz Andersen (Danmark) |

| TM | 1 oktober 1922 | Danmark | 1 – 2   | Sverige | Københavns Idrætspark                                          |                                                                |
|    |                |         | (1 – 1) |         | Köpenhamn Publik: 23 000 Domare: Willem Eymers (Nederländerna) | Köpenhamn Publik: 23 000 Domare: Willem Eymers (Nederländerna) |
|    |                |         |         |         | Köpenhamn Publik: 23 000 Domare: Willem Eymers (Nederländerna) | Köpenhamn Publik: 23 000 Domare: Willem Eymers (Nederländerna) |
|    |                |         |         |         | Köpenhamn Publik: 23 000 Domare: Willem Eymers (Nederländerna) | Köpenhamn Publik: 23 000 Domare: Willem Eymers (Nederländerna) |

## 1923
| TM | 21 maj 1923 | Sverige | 2 – 4   | England | Stockholms stadion                                      |                                                         |
|    |             |         | (1 – 3) |         | Stockholm Publik: 14 500 Domare: Hugo Meisl (Österrike) | Stockholm Publik: 14 500 Domare: Hugo Meisl (Österrike) |
|    |             |         |         |         | Stockholm Publik: 14 500 Domare: Hugo Meisl (Österrike) | Stockholm Publik: 14 500 Domare: Hugo Meisl (Österrike) |
|    |             |         |         |         | Stockholm Publik: 14 500 Domare: Hugo Meisl (Österrike) | Stockholm Publik: 14 500 Domare: Hugo Meisl (Österrike) |

| TM | 10 juni 1923 | Sverige | 4 – 2   | Österrike | Slottsskogsvallen                                              |                                                                |
|    |              |         | (2 – 1) |           | Göteborg Publik: 9 500 Domare: Karel Herites (Tjeckoslovakien) | Göteborg Publik: 9 500 Domare: Karel Herites (Tjeckoslovakien) |
|    |              |         |         |           | Göteborg Publik: 9 500 Domare: Karel Herites (Tjeckoslovakien) | Göteborg Publik: 9 500 Domare: Karel Herites (Tjeckoslovakien) |
|    |              |         |         |           | Göteborg Publik: 9 500 Domare: Karel Herites (Tjeckoslovakien) | Göteborg Publik: 9 500 Domare: Karel Herites (Tjeckoslovakien) |

| TM | 20 juni 1923 | Sverige | 5 – 4   | Finland | Strömvallen                                                 |                                                             |
|    |              |         | (3 – 2) |         | Gävle Publik: 4 055 Domare: Peter Joseph Bauwens (Tyskland) | Gävle Publik: 4 055 Domare: Peter Joseph Bauwens (Tyskland) |
|    |              |         |         |         | Gävle Publik: 4 055 Domare: Peter Joseph Bauwens (Tyskland) | Gävle Publik: 4 055 Domare: Peter Joseph Bauwens (Tyskland) |
|    |              |         |         |         | Gävle Publik: 4 055 Domare: Peter Joseph Bauwens (Tyskland) | Gävle Publik: 4 055 Domare: Peter Joseph Bauwens (Tyskland) |

| TM | 29 juni 1923 | Sverige | 2 – 1   | Tyskland | Stockholms stadion                                        |                                                           |
|    |              |         | (0 – 1) |          | Stockholm Publik: 16 000 Domare: Ragnvald Smedvik (Norge) | Stockholm Publik: 16 000 Domare: Ragnvald Smedvik (Norge) |
|    |              |         |         |          | Stockholm Publik: 16 000 Domare: Ragnvald Smedvik (Norge) | Stockholm Publik: 16 000 Domare: Ragnvald Smedvik (Norge) |
|    |              |         |         |          | Stockholm Publik: 16 000 Domare: Ragnvald Smedvik (Norge) | Stockholm Publik: 16 000 Domare: Ragnvald Smedvik (Norge) |

| TM | 16 september 1923 | Norge | 2 – 3   | Sverige | Græsbanen                                                    |                                                              |
|    |                   |       | (1 – 0) |         | Kristiania Publik: 14 000 Domare: Lauritz Andersen (Danmark) | Kristiania Publik: 14 000 Domare: Lauritz Andersen (Danmark) |
|    |                   |       |         |         | Kristiania Publik: 14 000 Domare: Lauritz Andersen (Danmark) | Kristiania Publik: 14 000 Domare: Lauritz Andersen (Danmark) |
|    |                   |       |         |         | Kristiania Publik: 14 000 Domare: Lauritz Andersen (Danmark) | Kristiania Publik: 14 000 Domare: Lauritz Andersen (Danmark) |

| TM | 14 oktober 1923 | Danmark | 3 – 1   | Sverige | Stockholms stadion                                            |                                                               |
|    |                 |         | (2 – 0) |         | Stockholm Publik: 20 000 Domare: Thomas Robertson (Skottland) | Stockholm Publik: 20 000 Domare: Thomas Robertson (Skottland) |
|    |                 |         |         |         | Stockholm Publik: 20 000 Domare: Thomas Robertson (Skottland) | Stockholm Publik: 20 000 Domare: Thomas Robertson (Skottland) |
|    |                 |         |         |         | Stockholm Publik: 20 000 Domare: Thomas Robertson (Skottland) | Stockholm Publik: 20 000 Domare: Thomas Robertson (Skottland) |

| TM | 28 oktober 1923 | Ungern | 2 – 1   | Sverige | Üllöi ut                                                      |                                                               |
|    |                 |        | (2 – 1) |         | Budapest Publik: 40 000 Domare: Wilhelm Schmieger (Österrike) | Budapest Publik: 40 000 Domare: Wilhelm Schmieger (Österrike) |
|    |                 |        |         |         | Budapest Publik: 40 000 Domare: Wilhelm Schmieger (Österrike) | Budapest Publik: 40 000 Domare: Wilhelm Schmieger (Österrike) |
|    |                 |        |         |         | Budapest Publik: 40 000 Domare: Wilhelm Schmieger (Österrike) | Budapest Publik: 40 000 Domare: Wilhelm Schmieger (Österrike) |

| TM | 1 november 1923 | Polen | 2 – 2   | Sverige | Stadion Cracowia                                   |                                                    |
|    |                 |       | (1 – 1) |         | Kraków Publik: 12 000 Domare: Imre Vertes (Ungern) | Kraków Publik: 12 000 Domare: Imre Vertes (Ungern) |
|    |                 |       |         |         | Kraków Publik: 12 000 Domare: Imre Vertes (Ungern) | Kraków Publik: 12 000 Domare: Imre Vertes (Ungern) |
|    |                 |       |         |         | Kraków Publik: 12 000 Domare: Imre Vertes (Ungern) | Kraków Publik: 12 000 Domare: Imre Vertes (Ungern) |

## 1924
| TM | 18 maj 1924 | Sverige | 5 – 1   | Polen | Stockholms stadion                                               |                                                                  |
|    |             |         | (1 – 0) |       | Stockholm Publik: 14 000 Domare: Wolf Simon Boas (Nederländerna) | Stockholm Publik: 14 000 Domare: Wolf Simon Boas (Nederländerna) |
|    |             |         |         |       | Stockholm Publik: 14 000 Domare: Wolf Simon Boas (Nederländerna) | Stockholm Publik: 14 000 Domare: Wolf Simon Boas (Nederländerna) |
|    |             |         |         |       | Stockholm Publik: 14 000 Domare: Wolf Simon Boas (Nederländerna) | Stockholm Publik: 14 000 Domare: Wolf Simon Boas (Nederländerna) |

| OS    | 29 maj 1924 | Sverige                                                                                  | 8 – 1           | Belgien          | Stade Olympique Yves-du-Manoir                             |                                                            |
| 16:00 | 16:00       | Putte Kock 8′, 24′, 77′ Sven Rydell 20′, 61′, 83′ Charles Brommesson 30′ Tore Keller 46′ | (4 – 0) Rapport | 67′ Henri Larnoe | Paris Publik: 8 532 Domare: Heinrich Retschury (Österrike) | Paris Publik: 8 532 Domare: Heinrich Retschury (Österrike) |
| 16:00 | 16:00       |                                                                                          |                 |                  | Paris Publik: 8 532 Domare: Heinrich Retschury (Österrike) | Paris Publik: 8 532 Domare: Heinrich Retschury (Österrike) |
| 16:00 | 16:00       |                                                                                          |                 |                  | Paris Publik: 8 532 Domare: Heinrich Retschury (Österrike) | Paris Publik: 8 532 Domare: Heinrich Retschury (Österrike) |

| OS | 1 juni 1924 | Sverige                                                          | 5 – 0           | Egypten | Stade Pershing                                         |                                                        |
|    |             | Per Kaufeldt 5′, 71′ Charles Brommesson 31′, 34′ Sven Rydell 49′ | (3 – 0) Rapport |         | Paris Publik: 6 484 Domare: Henri Christophe (Belgien) | Paris Publik: 6 484 Domare: Henri Christophe (Belgien) |
|    |             |                                                                  |                 |         | Paris Publik: 6 484 Domare: Henri Christophe (Belgien) | Paris Publik: 6 484 Domare: Henri Christophe (Belgien) |
|    |             |                                                                  |                 |         | Paris Publik: 6 484 Domare: Henri Christophe (Belgien) | Paris Publik: 6 484 Domare: Henri Christophe (Belgien) |

| OS    | 5 juni 1924 | Schweiz               | 2 – 1           | Sverige        | Stade Olympique Yves-du-Manoir                        |                                                       |
| 17:00 | 17:00       | Max Abegglen 15′, 77′ | (1 – 1) Rapport | 41′ Putte Kock | Paris Publik: 7 448 Domare: Mihaly Ivancsics (Ungern) | Paris Publik: 7 448 Domare: Mihaly Ivancsics (Ungern) |
| 17:00 | 17:00       |                       |                 |                | Paris Publik: 7 448 Domare: Mihaly Ivancsics (Ungern) | Paris Publik: 7 448 Domare: Mihaly Ivancsics (Ungern) |
| 17:00 | 17:00       |                       |                 |                | Paris Publik: 7 448 Domare: Mihaly Ivancsics (Ungern) | Paris Publik: 7 448 Domare: Mihaly Ivancsics (Ungern) |

| OS    | 8 juni 1924 | Sverige          | 0000 1 – 1 (e.fl.) | Nederländerna      | Stade Olympique Yves-du-Manoir |                     |
| 16:00 | 16:00       | Per Kaufeldt 44′ | Rapport            | 77′ André le Fèvre | Paris Publik: 9 915            | Paris Publik: 9 915 |
| 16:00 | 16:00       |                  |                    |                    | Paris Publik: 9 915            | Paris Publik: 9 915 |
| 16:00 | 16:00       |                  |                    |                    | Paris Publik: 9 915            | Paris Publik: 9 915 |

| OS    | 9 juni 1924 | Sverige                                  | 0000 3 – 1 (om) | Nederländerna              | Stade Olympique Yves-du-Manoir                         |                                                        |
| 14:30 | 14:30       | Sven Rydell 34′, 77′ Evert Lundqvist 42′ | (2 – 1) Rapport | 43′ (str.) Okkie Formenoij | Paris Publik: 40 522 Domare: Youssuf Mohamed (Egypten) | Paris Publik: 40 522 Domare: Youssuf Mohamed (Egypten) |
| 14:30 | 14:30       |                                          |                 |                            | Paris Publik: 40 522 Domare: Youssuf Mohamed (Egypten) | Paris Publik: 40 522 Domare: Youssuf Mohamed (Egypten) |
| 14:30 | 14:30       |                                          |                 |                            | Paris Publik: 40 522 Domare: Youssuf Mohamed (Egypten) | Paris Publik: 40 522 Domare: Youssuf Mohamed (Egypten) |

| NM | 15 juni 1924 | Danmark | 2 – 3   | Sverige | Københavns Idrætspark                                         |                                                               |
|    |              |         | (1 – 0) |         | Köpenhamn Publik: 25 000 Domare: George Noel Watson (England) | Köpenhamn Publik: 25 000 Domare: George Noel Watson (England) |
|    |              |         |         |         | Köpenhamn Publik: 25 000 Domare: George Noel Watson (England) | Köpenhamn Publik: 25 000 Domare: George Noel Watson (England) |
|    |              |         |         |         | Köpenhamn Publik: 25 000 Domare: George Noel Watson (England) | Köpenhamn Publik: 25 000 Domare: George Noel Watson (England) |

| TM | 29 juni 1924 | Sverige | 5 – 0   | Egypten | Stockholms stadion                                       |                                                          |
|    |              |         | (4 – 0) |         | Stockholm Publik: 17 000 Domare: Sophus Hansen (Danmark) | Stockholm Publik: 17 000 Domare: Sophus Hansen (Danmark) |
|    |              |         |         |         | Stockholm Publik: 17 000 Domare: Sophus Hansen (Danmark) | Stockholm Publik: 17 000 Domare: Sophus Hansen (Danmark) |
|    |              |         |         |         | Stockholm Publik: 17 000 Domare: Sophus Hansen (Danmark) | Stockholm Publik: 17 000 Domare: Sophus Hansen (Danmark) |

| TM | 25 juli 1924 | Sverige | 5 – 2   | Estland | Stockholms stadion                                      |                                                         |
|    |              |         | (2 – 1) |         | Stockholm Publik: 4 000 Domare: Gösta Löfgren (Finland) | Stockholm Publik: 4 000 Domare: Gösta Löfgren (Finland) |
|    |              |         |         |         | Stockholm Publik: 4 000 Domare: Gösta Löfgren (Finland) | Stockholm Publik: 4 000 Domare: Gösta Löfgren (Finland) |
|    |              |         |         |         | Stockholm Publik: 4 000 Domare: Gösta Löfgren (Finland) | Stockholm Publik: 4 000 Domare: Gösta Löfgren (Finland) |

| TM | 28 juli 1924 | Finland | 5 – 7   | Sverige | Tölö bollplan                                              |                                                            |
|    |              |         | (5 – 2) |         | Helsingfors Publik: 4 000 Domare: Julius Reinans (Estland) | Helsingfors Publik: 4 000 Domare: Julius Reinans (Estland) |
|    |              |         |         |         | Helsingfors Publik: 4 000 Domare: Julius Reinans (Estland) | Helsingfors Publik: 4 000 Domare: Julius Reinans (Estland) |
|    |              |         |         |         | Helsingfors Publik: 4 000 Domare: Julius Reinans (Estland) | Helsingfors Publik: 4 000 Domare: Julius Reinans (Estland) |

| TM | 31 augusti 1924 | Tyskland | 1 – 4   | Sverige | Grünewaldstadion                                     |                                                      |
|    |                 |          | (1 – 1) |         | Berlin Publik: 20 000 Domare: Fritz Herren (Schweiz) | Berlin Publik: 20 000 Domare: Fritz Herren (Schweiz) |
|    |                 |          |         |         | Berlin Publik: 20 000 Domare: Fritz Herren (Schweiz) | Berlin Publik: 20 000 Domare: Fritz Herren (Schweiz) |
|    |                 |          |         |         | Berlin Publik: 20 000 Domare: Fritz Herren (Schweiz) | Berlin Publik: 20 000 Domare: Fritz Herren (Schweiz) |

| NM | 21 september 1924 | Sverige | 6 – 1   | Norge | Råsunda IP                                              |                                                         |
|    |                   |         | (2 – 0) |       | Stockholm Publik: 8 000 Domare: John Langenus (Belgien) | Stockholm Publik: 8 000 Domare: John Langenus (Belgien) |
|    |                   |         |         |       | Stockholm Publik: 8 000 Domare: John Langenus (Belgien) | Stockholm Publik: 8 000 Domare: John Langenus (Belgien) |
|    |                   |         |         |       | Stockholm Publik: 8 000 Domare: John Langenus (Belgien) | Stockholm Publik: 8 000 Domare: John Langenus (Belgien) |

| TM | 9 november 1924 | Österrike | 1 – 1   | Sverige | Simmeringer Sportplatz                                 |                                                        |
|    |                 |           | (1 – 1) |         | Wien Publik: 40 000 Domare: Marcel Slawick (Frankrike) | Wien Publik: 40 000 Domare: Marcel Slawick (Frankrike) |
|    |                 |           |         |         | Wien Publik: 40 000 Domare: Marcel Slawick (Frankrike) | Wien Publik: 40 000 Domare: Marcel Slawick (Frankrike) |
|    |                 |           |         |         | Wien Publik: 40 000 Domare: Marcel Slawick (Frankrike) | Wien Publik: 40 000 Domare: Marcel Slawick (Frankrike) |

| TM | 16 november 1924 | Italien | 2 – 2   | Sverige | Campo                                              |                                                    |
|    |                  |         | (1 – 2) |         | Milano Publik: 25 000 Domare: Imre Vertes (Ungern) | Milano Publik: 25 000 Domare: Imre Vertes (Ungern) |
|    |                  |         |         |         | Milano Publik: 25 000 Domare: Imre Vertes (Ungern) | Milano Publik: 25 000 Domare: Imre Vertes (Ungern) |
|    |                  |         |         |         | Milano Publik: 25 000 Domare: Imre Vertes (Ungern) | Milano Publik: 25 000 Domare: Imre Vertes (Ungern) |

## 1925
| TM | 9 juni 1925 | Sverige | 4 – 0   | Finland | Slottsskogsvallen                                       |                                                         |
|    |             |         | (2 – 0) |         | Göteborg Publik: 7 500 Domare: Ragnvald Smedvik (Norge) | Göteborg Publik: 7 500 Domare: Ragnvald Smedvik (Norge) |
|    |             |         |         |         | Göteborg Publik: 7 500 Domare: Ragnvald Smedvik (Norge) | Göteborg Publik: 7 500 Domare: Ragnvald Smedvik (Norge) |
|    |             |         |         |         | Göteborg Publik: 7 500 Domare: Ragnvald Smedvik (Norge) | Göteborg Publik: 7 500 Domare: Ragnvald Smedvik (Norge) |

| NM | 14 juni 1925 | Sverige | 0 – 2   | Danmark | Stockholms stadion                                            |                                                               |
|    |              |         | (0 – 1) |         | Stockholm Publik: 19 000 Domare: George Noel Watson (England) | Stockholm Publik: 19 000 Domare: George Noel Watson (England) |
|    |              |         |         |         | Stockholm Publik: 19 000 Domare: George Noel Watson (England) | Stockholm Publik: 19 000 Domare: George Noel Watson (England) |
|    |              |         |         |         | Stockholm Publik: 19 000 Domare: George Noel Watson (England) | Stockholm Publik: 19 000 Domare: George Noel Watson (England) |

| TM | 21 juni 1925 | Sverige | 1 – 0   | Tyskland | Stockholms stadion                                          |                                                             |
|    |              |         | (1 – 0) |          | Stockholm Publik: 10 000 Domare: Lauritz Andersen (Danmark) | Stockholm Publik: 10 000 Domare: Lauritz Andersen (Danmark) |
|    |              |         |         |          | Stockholm Publik: 10 000 Domare: Lauritz Andersen (Danmark) | Stockholm Publik: 10 000 Domare: Lauritz Andersen (Danmark) |
|    |              |         |         |          | Stockholm Publik: 10 000 Domare: Lauritz Andersen (Danmark) | Stockholm Publik: 10 000 Domare: Lauritz Andersen (Danmark) |

| TM | 5 juli 1925 | Sverige | 2 – 4   | Österrike | Stockholms stadion                                               |                                                                  |
|    |             |         | (0 – 2) |           | Stockholm Publik: 15 000 Domare: Peter Joseph Bauwens (Tyskland) | Stockholm Publik: 15 000 Domare: Peter Joseph Bauwens (Tyskland) |
|    |             |         |         |           | Stockholm Publik: 15 000 Domare: Peter Joseph Bauwens (Tyskland) | Stockholm Publik: 15 000 Domare: Peter Joseph Bauwens (Tyskland) |
|    |             |         |         |           | Stockholm Publik: 15 000 Domare: Peter Joseph Bauwens (Tyskland) | Stockholm Publik: 15 000 Domare: Peter Joseph Bauwens (Tyskland) |

| TM | 12 juli 1925 | Sverige | 6 – 2   | Ungern | Stockholms stadion                                       |                                                          |
|    |              |         | (3 – 0) |        | Stockholm Publik: 17 000 Domare: Sophus Hansen (Danmark) | Stockholm Publik: 17 000 Domare: Sophus Hansen (Danmark) |
|    |              |         |         |        | Stockholm Publik: 17 000 Domare: Sophus Hansen (Danmark) | Stockholm Publik: 17 000 Domare: Sophus Hansen (Danmark) |
|    |              |         |         |        | Stockholm Publik: 17 000 Domare: Sophus Hansen (Danmark) | Stockholm Publik: 17 000 Domare: Sophus Hansen (Danmark) |

| NM | 23 augusti 1925 | Norge | 3 – 7   | Sverige | Græsbanen                                              |                                                        |
|    |                 |       | (2 – 4) |         | Oslo Publik: 15 000 Domare: Lauritz Andersen (Danmark) | Oslo Publik: 15 000 Domare: Lauritz Andersen (Danmark) |
|    |                 |       |         |         | Oslo Publik: 15 000 Domare: Lauritz Andersen (Danmark) | Oslo Publik: 15 000 Domare: Lauritz Andersen (Danmark) |
|    |                 |       |         |         | Oslo Publik: 15 000 Domare: Lauritz Andersen (Danmark) | Oslo Publik: 15 000 Domare: Lauritz Andersen (Danmark) |

| TM | 1 november 1925 | Polen | 2 – 6   | Sverige | Stadion Cracowia                                                |                                                                 |
|    |                 |       | (1 – 6) |         | Kraków Publik: 9 000 Domare: Frantisek Cejnar (Tjeckoslovakien) | Kraków Publik: 9 000 Domare: Frantisek Cejnar (Tjeckoslovakien) |
|    |                 |       |         |         | Kraków Publik: 9 000 Domare: Frantisek Cejnar (Tjeckoslovakien) | Kraków Publik: 9 000 Domare: Frantisek Cejnar (Tjeckoslovakien) |
|    |                 |       |         |         | Kraków Publik: 9 000 Domare: Frantisek Cejnar (Tjeckoslovakien) | Kraków Publik: 9 000 Domare: Frantisek Cejnar (Tjeckoslovakien) |

## 1926
| NM | 9 juni 1926 | Sverige | 3 – 2   | Norge | Stockholms stadion                                                  |                                                                     |
|    |             |         | (1 – 2) |       | Stockholm Publik: 13 500 Domare: Frantisek Cejnar (Tjeckoslovakien) | Stockholm Publik: 13 500 Domare: Frantisek Cejnar (Tjeckoslovakien) |
|    |             |         |         |       | Stockholm Publik: 13 500 Domare: Frantisek Cejnar (Tjeckoslovakien) | Stockholm Publik: 13 500 Domare: Frantisek Cejnar (Tjeckoslovakien) |
|    |             |         |         |       | Stockholm Publik: 13 500 Domare: Frantisek Cejnar (Tjeckoslovakien) | Stockholm Publik: 13 500 Domare: Frantisek Cejnar (Tjeckoslovakien) |

| TM | 13 juni 1926 | Sverige | 2 – 2   | Tjeckoslovakien | Stockholms stadion                                          |                                                             |
|    |              |         | (0 – 0) |                 | Stockholm Publik: 15 000 Domare: Lauritz Andersen (Danmark) | Stockholm Publik: 15 000 Domare: Lauritz Andersen (Danmark) |
|    |              |         |         |                 | Stockholm Publik: 15 000 Domare: Lauritz Andersen (Danmark) | Stockholm Publik: 15 000 Domare: Lauritz Andersen (Danmark) |
|    |              |         |         |                 | Stockholm Publik: 15 000 Domare: Lauritz Andersen (Danmark) | Stockholm Publik: 15 000 Domare: Lauritz Andersen (Danmark) |

| TM | 20 juni 1926 | Tyskland | 3 – 3   | Sverige | Zerzabelshof                                               |                                                            |
|    |              |          | (3 – 2) |         | Nürnberg Publik: 25 000 Domare: Lauritz Andersen (Danmark) | Nürnberg Publik: 25 000 Domare: Lauritz Andersen (Danmark) |
|    |              |          |         |         | Nürnberg Publik: 25 000 Domare: Lauritz Andersen (Danmark) | Nürnberg Publik: 25 000 Domare: Lauritz Andersen (Danmark) |
|    |              |          |         |         | Nürnberg Publik: 25 000 Domare: Lauritz Andersen (Danmark) | Nürnberg Publik: 25 000 Domare: Lauritz Andersen (Danmark) |

| TM | 3 juli 1926 | Tjeckoslovakien | 4 – 2   | Sverige | Sparta-Letna                                        |                                                     |
|    |             |                 | (2 – 1) |         | Prag Publik: 17 000 Domare: Eugen Braun (Österrike) | Prag Publik: 17 000 Domare: Eugen Braun (Österrike) |
|    |             |                 |         |         | Prag Publik: 17 000 Domare: Eugen Braun (Österrike) | Prag Publik: 17 000 Domare: Eugen Braun (Österrike) |
|    |             |                 |         |         | Prag Publik: 17 000 Domare: Eugen Braun (Österrike) | Prag Publik: 17 000 Domare: Eugen Braun (Österrike) |

| TM | 18 juli 1926 | Sverige | 5 – 3   | Italien | Stockholms stadion                                       |                                                          |
|    |              |         | (3 – 1) |         | Stockholm Publik: 12 000 Domare: Sophus Hansen (Danmark) | Stockholm Publik: 12 000 Domare: Sophus Hansen (Danmark) |
|    |              |         |         |         | Stockholm Publik: 12 000 Domare: Sophus Hansen (Danmark) | Stockholm Publik: 12 000 Domare: Sophus Hansen (Danmark) |
|    |              |         |         |         | Stockholm Publik: 12 000 Domare: Sophus Hansen (Danmark) | Stockholm Publik: 12 000 Domare: Sophus Hansen (Danmark) |

| TM | 20 juli 1926 | Lettland | 4 – 1   | Sverige | Armé Sportplats                                   |                                                   |
|    |              |          | (2 – 1) |         | Riga Publik: 6 000 Domare: A. MacKibbin (England) | Riga Publik: 6 000 Domare: A. MacKibbin (England) |
|    |              |          |         |         | Riga Publik: 6 000 Domare: A. MacKibbin (England) | Riga Publik: 6 000 Domare: A. MacKibbin (England) |
|    |              |          |         |         | Riga Publik: 6 000 Domare: A. MacKibbin (England) | Riga Publik: 6 000 Domare: A. MacKibbin (England) |

| TM | 23 juli 1926 | Estland | 1 – 7   | Sverige | Kadriorg                                             |                                                      |
|    |              |         | (0 – 5) |         | Tallinn Publik: 6 000 Domare: G. Kruminsh (Lettland) | Tallinn Publik: 6 000 Domare: G. Kruminsh (Lettland) |
|    |              |         |         |         | Tallinn Publik: 6 000 Domare: G. Kruminsh (Lettland) | Tallinn Publik: 6 000 Domare: G. Kruminsh (Lettland) |
|    |              |         |         |         | Tallinn Publik: 6 000 Domare: G. Kruminsh (Lettland) | Tallinn Publik: 6 000 Domare: G. Kruminsh (Lettland) |

| TM | 26 juli 1926 | Finland | 2 – 3   | Sverige | Tölö bollplan                                                     |                                                                   |
|    |              |         | (2 – 0) |         | Helsingfors Publik: 4 000 Domare: Peter Joseph Bauwens (Tyskland) | Helsingfors Publik: 4 000 Domare: Peter Joseph Bauwens (Tyskland) |
|    |              |         |         |         | Helsingfors Publik: 4 000 Domare: Peter Joseph Bauwens (Tyskland) | Helsingfors Publik: 4 000 Domare: Peter Joseph Bauwens (Tyskland) |
|    |              |         |         |         | Helsingfors Publik: 4 000 Domare: Peter Joseph Bauwens (Tyskland) | Helsingfors Publik: 4 000 Domare: Peter Joseph Bauwens (Tyskland) |

| TM | 3 oktober 1926 | Sverige | 3 – 1   | Polen | Stockholms stadion                                        |                                                           |
|    |                |         | (3 – 0) |       | Stockholm Publik: 17 000 Domare: Ragnvald Smedvik (Norge) | Stockholm Publik: 17 000 Domare: Ragnvald Smedvik (Norge) |
|    |                |         |         |       | Stockholm Publik: 17 000 Domare: Ragnvald Smedvik (Norge) | Stockholm Publik: 17 000 Domare: Ragnvald Smedvik (Norge) |
|    |                |         |         |       | Stockholm Publik: 17 000 Domare: Ragnvald Smedvik (Norge) | Stockholm Publik: 17 000 Domare: Ragnvald Smedvik (Norge) |

| NM | 3 oktober 1926 | Danmark | 2 – 0   | Sverige | Københavns Idrætspark                                            |                                                                  |
|    |                |         | (1 – 0) |         | Köpenhamn Publik: 26 000 Domare: Peter Joseph Bauwens (Tyskland) | Köpenhamn Publik: 26 000 Domare: Peter Joseph Bauwens (Tyskland) |
|    |                |         |         |         | Köpenhamn Publik: 26 000 Domare: Peter Joseph Bauwens (Tyskland) | Köpenhamn Publik: 26 000 Domare: Peter Joseph Bauwens (Tyskland) |
|    |                |         |         |         | Köpenhamn Publik: 26 000 Domare: Peter Joseph Bauwens (Tyskland) | Köpenhamn Publik: 26 000 Domare: Peter Joseph Bauwens (Tyskland) |

| TM | 7 november 1926 | Österrike | 3 – 1   | Sverige | Hohe Warte                                                  |                                                             |
|    |                 |           | (2 – 1) |         | Wien Publik: 41 000 Domare: Peter Joseph Bauwens (Tyskland) | Wien Publik: 41 000 Domare: Peter Joseph Bauwens (Tyskland) |
|    |                 |           |         |         | Wien Publik: 41 000 Domare: Peter Joseph Bauwens (Tyskland) | Wien Publik: 41 000 Domare: Peter Joseph Bauwens (Tyskland) |
|    |                 |           |         |         | Wien Publik: 41 000 Domare: Peter Joseph Bauwens (Tyskland) | Wien Publik: 41 000 Domare: Peter Joseph Bauwens (Tyskland) |

| TM | 14 november 1926 | Ungern | 3 – 1   | Sverige | Üllöi ut                                                |                                                         |
|    |                  |        | (2 – 0) |         | Budapest Publik: 26 000 Domare: Eugen Braun (Österrike) | Budapest Publik: 26 000 Domare: Eugen Braun (Österrike) |
|    |                  |        |         |         | Budapest Publik: 26 000 Domare: Eugen Braun (Österrike) | Budapest Publik: 26 000 Domare: Eugen Braun (Österrike) |
|    |                  |        |         |         | Budapest Publik: 26 000 Domare: Eugen Braun (Österrike) | Budapest Publik: 26 000 Domare: Eugen Braun (Österrike) |

## 1927
| TM | 3 april 1927 | Belgien | 2 – 1   | Sverige | Duden Park                                                   |                                                              |
|    |              |         | (1 – 0) |         | Bryssel Publik: 17 000 Domare: Willem Eymers (Nederländerna) | Bryssel Publik: 17 000 Domare: Willem Eymers (Nederländerna) |
|    |              |         |         |         | Bryssel Publik: 17 000 Domare: Willem Eymers (Nederländerna) | Bryssel Publik: 17 000 Domare: Willem Eymers (Nederländerna) |
|    |              |         |         |         | Bryssel Publik: 17 000 Domare: Willem Eymers (Nederländerna) | Bryssel Publik: 17 000 Domare: Willem Eymers (Nederländerna) |

| TM | 29 maj 1927 | Sverige | 12 – 00 | Lettland | Stockholms stadion                                               |                                                                  |
|    |             |         | (6 – 0) |          | Stockholm Publik: 19 000 Domare: Peter Joseph Bauwens (Tyskland) | Stockholm Publik: 19 000 Domare: Peter Joseph Bauwens (Tyskland) |
|    |             |         |         |          | Stockholm Publik: 19 000 Domare: Peter Joseph Bauwens (Tyskland) | Stockholm Publik: 19 000 Domare: Peter Joseph Bauwens (Tyskland) |
|    |             |         |         |          | Stockholm Publik: 19 000 Domare: Peter Joseph Bauwens (Tyskland) | Stockholm Publik: 19 000 Domare: Peter Joseph Bauwens (Tyskland) |

| TM | 12 juni 1927 | Sverige | 6 – 2   | Finland | Stockholms stadion                                        |                                                           |
|    |              |         | (2 – 0) |         | Stockholm Publik: 17 000 Domare: Ragnvald Smedvik (Norge) | Stockholm Publik: 17 000 Domare: Ragnvald Smedvik (Norge) |
|    |              |         |         |         | Stockholm Publik: 17 000 Domare: Ragnvald Smedvik (Norge) | Stockholm Publik: 17 000 Domare: Ragnvald Smedvik (Norge) |
|    |              |         |         |         | Stockholm Publik: 17 000 Domare: Ragnvald Smedvik (Norge) | Stockholm Publik: 17 000 Domare: Ragnvald Smedvik (Norge) |

| NM | 19 juni 1927 | Sverige | 0 – 0   | Danmark | Stockholms stadion                                       |                                                          |
|    |              |         | (0 – 0) |         | Stockholm Publik: 20 000 Domare: John Langenus (Belgien) | Stockholm Publik: 20 000 Domare: John Langenus (Belgien) |
|    |              |         |         |         | Stockholm Publik: 20 000 Domare: John Langenus (Belgien) | Stockholm Publik: 20 000 Domare: John Langenus (Belgien) |
|    |              |         |         |         | Stockholm Publik: 20 000 Domare: John Langenus (Belgien) | Stockholm Publik: 20 000 Domare: John Langenus (Belgien) |

| NM | 26 juni 1927 | Norge | 3 – 5   | Sverige | Græsbanen                                        |                                                  |
|    |              |       | (1 – 3) |         | Oslo Publik: 13 000 Domare: Otto Remke (Danmark) | Oslo Publik: 13 000 Domare: Otto Remke (Danmark) |
|    |              |       |         |         | Oslo Publik: 13 000 Domare: Otto Remke (Danmark) | Oslo Publik: 13 000 Domare: Otto Remke (Danmark) |
|    |              |       |         |         | Oslo Publik: 13 000 Domare: Otto Remke (Danmark) | Oslo Publik: 13 000 Domare: Otto Remke (Danmark) |

| TM | 1 juli 1927 | Sverige | 3 – 1   | Estland | Idrottsparken                                            |                                                          |
|    |             |         | (2 – 0) |         | Norrköping Publik: 5 134 Domare: Sophus Hansen (Danmark) | Norrköping Publik: 5 134 Domare: Sophus Hansen (Danmark) |
|    |             |         |         |         | Norrköping Publik: 5 134 Domare: Sophus Hansen (Danmark) | Norrköping Publik: 5 134 Domare: Sophus Hansen (Danmark) |
|    |             |         |         |         | Norrköping Publik: 5 134 Domare: Sophus Hansen (Danmark) | Norrköping Publik: 5 134 Domare: Sophus Hansen (Danmark) |

| TM | 4 september 1927 | Sverige | 7 – 0   | Belgien | Stockholms stadion                                       |                                                          |
|    |                  |         | (2 – 0) |         | Stockholm Publik: 18 558 Domare: Sophus Hansen (Danmark) | Stockholm Publik: 18 558 Domare: Sophus Hansen (Danmark) |
|    |                  |         |         |         | Stockholm Publik: 18 558 Domare: Sophus Hansen (Danmark) | Stockholm Publik: 18 558 Domare: Sophus Hansen (Danmark) |
|    |                  |         |         |         | Stockholm Publik: 18 558 Domare: Sophus Hansen (Danmark) | Stockholm Publik: 18 558 Domare: Sophus Hansen (Danmark) |

| TM | 6 november 1927 | Schweiz | 2 – 2   | Sverige | Letzigrund                                            |                                                       |
|    |                 |         | (2 – 2) |         | Zürich Publik: 17 840 Domare: Eugen Braun (Österrike) | Zürich Publik: 17 840 Domare: Eugen Braun (Österrike) |
|    |                 |         |         |         | Zürich Publik: 17 840 Domare: Eugen Braun (Österrike) | Zürich Publik: 17 840 Domare: Eugen Braun (Österrike) |
|    |                 |         |         |         | Zürich Publik: 17 840 Domare: Eugen Braun (Österrike) | Zürich Publik: 17 840 Domare: Eugen Braun (Österrike) |

| TM | 13 november 1927 | Nederländerna | 1 – 0   | Sverige | Oude Stadion                                                |                                                             |
|    |                  |               | (0 – 0) |         | Amsterdam Publik: 30 000 Domare: Arthur Kingscott (England) | Amsterdam Publik: 30 000 Domare: Arthur Kingscott (England) |
|    |                  |               |         |         | Amsterdam Publik: 30 000 Domare: Arthur Kingscott (England) | Amsterdam Publik: 30 000 Domare: Arthur Kingscott (England) |
|    |                  |               |         |         | Amsterdam Publik: 30 000 Domare: Arthur Kingscott (England) | Amsterdam Publik: 30 000 Domare: Arthur Kingscott (England) |

## 1928
| NM | 7 juni 1928 | Sverige | 6 – 1   | Norge | Stockholms stadion                                    |                                                       |
|    |             |         | (3 – 0) |       | Stockholm Publik: 19 000 Domare: Otto Remke (Danmark) | Stockholm Publik: 19 000 Domare: Otto Remke (Danmark) |
|    |             |         |         |       | Stockholm Publik: 19 000 Domare: Otto Remke (Danmark) | Stockholm Publik: 19 000 Domare: Otto Remke (Danmark) |
|    |             |         |         |       | Stockholm Publik: 19 000 Domare: Otto Remke (Danmark) | Stockholm Publik: 19 000 Domare: Otto Remke (Danmark) |

| TM | 1 juli 1928 | Polen | 2 – 1   | Sverige | Stadion 1                                                       |                                                                 |
|    |             |       | (1 – 1) |         | Katowice Publik: 17 000 Domare: Peter Joseph Bauwens (Tyskland) | Katowice Publik: 17 000 Domare: Peter Joseph Bauwens (Tyskland) |
|    |             |       |         |         | Katowice Publik: 17 000 Domare: Peter Joseph Bauwens (Tyskland) | Katowice Publik: 17 000 Domare: Peter Joseph Bauwens (Tyskland) |
|    |             |       |         |         | Katowice Publik: 17 000 Domare: Peter Joseph Bauwens (Tyskland) | Katowice Publik: 17 000 Domare: Peter Joseph Bauwens (Tyskland) |

| TM | 6 juli 1928 | Lettland | 0 – 4   | Sverige | LSB Stadion                                            |                                                        |
|    |             |          | (0 – 4) |         | Riga Publik: 5 000 Domare: Ernst Thomaschky (Tyskland) | Riga Publik: 5 000 Domare: Ernst Thomaschky (Tyskland) |
|    |             |          |         |         | Riga Publik: 5 000 Domare: Ernst Thomaschky (Tyskland) | Riga Publik: 5 000 Domare: Ernst Thomaschky (Tyskland) |
|    |             |          |         |         | Riga Publik: 5 000 Domare: Ernst Thomaschky (Tyskland) | Riga Publik: 5 000 Domare: Ernst Thomaschky (Tyskland) |

| TM | 9 juli 1928 | Estland | 0 – 1   | Sverige | Kadriorg                                            |                                                     |
|    |             |         | (0 – 0) |         | Tallinn Publik: 4 500 Domare: Matti Aalto (Finland) | Tallinn Publik: 4 500 Domare: Matti Aalto (Finland) |
|    |             |         |         |         | Tallinn Publik: 4 500 Domare: Matti Aalto (Finland) | Tallinn Publik: 4 500 Domare: Matti Aalto (Finland) |
|    |             |         |         |         | Tallinn Publik: 4 500 Domare: Matti Aalto (Finland) | Tallinn Publik: 4 500 Domare: Matti Aalto (Finland) |

| TM | 29 juli 1928 | Sverige | 2 – 3   | Österrike | Stockholms stadion                                          |                                                             |
|    |              |         | (2 – 2) |           | Stockholm Publik: 17 000 Domare: Lauritz Andersen (Danmark) | Stockholm Publik: 17 000 Domare: Lauritz Andersen (Danmark) |
|    |              |         |         |           | Stockholm Publik: 17 000 Domare: Lauritz Andersen (Danmark) | Stockholm Publik: 17 000 Domare: Lauritz Andersen (Danmark) |
|    |              |         |         |           | Stockholm Publik: 17 000 Domare: Lauritz Andersen (Danmark) | Stockholm Publik: 17 000 Domare: Lauritz Andersen (Danmark) |

| TM | 2 september 1928 | Finland | 2 – 3   | Sverige | Tölö bollplan                                           |                                                         |
|    |                  |         | (0 – 2) |         | Helsingfors Publik: 5 000 Domare: Carl Andersen (Norge) | Helsingfors Publik: 5 000 Domare: Carl Andersen (Norge) |
|    |                  |         |         |         | Helsingfors Publik: 5 000 Domare: Carl Andersen (Norge) | Helsingfors Publik: 5 000 Domare: Carl Andersen (Norge) |
|    |                  |         |         |         | Helsingfors Publik: 5 000 Domare: Carl Andersen (Norge) | Helsingfors Publik: 5 000 Domare: Carl Andersen (Norge) |

| TM | 30 september 1928 | Sverige | 2 – 0   | Tyskland | Stockholms stadion                                       |                                                          |
|    |                   |         | (1 – 0) |          | Stockholm Publik: 20 000 Domare: Sophus Hansen (Danmark) | Stockholm Publik: 20 000 Domare: Sophus Hansen (Danmark) |
|    |                   |         |         |          | Stockholm Publik: 20 000 Domare: Sophus Hansen (Danmark) | Stockholm Publik: 20 000 Domare: Sophus Hansen (Danmark) |
|    |                   |         |         |          | Stockholm Publik: 20 000 Domare: Sophus Hansen (Danmark) | Stockholm Publik: 20 000 Domare: Sophus Hansen (Danmark) |

| NM | 7 oktober 1928 | Danmark | 3 – 1   | Sverige | Københavns Idrætspark                                      |                                                            |
|    |                |         | (3 – 1) |         | Köpenhamn Publik: 27 500 Domare: Fritz Spranger (Tyskland) | Köpenhamn Publik: 27 500 Domare: Fritz Spranger (Tyskland) |
|    |                |         |         |         | Köpenhamn Publik: 27 500 Domare: Fritz Spranger (Tyskland) | Köpenhamn Publik: 27 500 Domare: Fritz Spranger (Tyskland) |
|    |                |         |         |         | Köpenhamn Publik: 27 500 Domare: Fritz Spranger (Tyskland) | Köpenhamn Publik: 27 500 Domare: Fritz Spranger (Tyskland) |

## 1929
| TM | 9 juni 1929 | Sverige | 6 – 2   | Nederländerna | Stockholms stadion                                    |                                                       |
|    |             |         | (2 – 0) |               | Stockholm Publik: 17 000 Domare: Otto Remke (Danmark) | Stockholm Publik: 17 000 Domare: Otto Remke (Danmark) |
|    |             |         |         |               | Stockholm Publik: 17 000 Domare: Otto Remke (Danmark) | Stockholm Publik: 17 000 Domare: Otto Remke (Danmark) |
|    |             |         |         |               | Stockholm Publik: 17 000 Domare: Otto Remke (Danmark) | Stockholm Publik: 17 000 Domare: Otto Remke (Danmark) |

| NM | 14 juni 1929 | Sverige | 3 – 1   | Finland | Stockholms stadion                                           |                                                              |
|    |              |         | (2 – 0) |         | Stockholm Publik: 16 982 Domare: Frederik Schieldrop (Norge) | Stockholm Publik: 16 982 Domare: Frederik Schieldrop (Norge) |
|    |              |         |         |         | Stockholm Publik: 16 982 Domare: Frederik Schieldrop (Norge) | Stockholm Publik: 16 982 Domare: Frederik Schieldrop (Norge) |
|    |              |         |         |         | Stockholm Publik: 16 982 Domare: Frederik Schieldrop (Norge) | Stockholm Publik: 16 982 Domare: Frederik Schieldrop (Norge) |

| NM | 16 juni 1929 | Sverige | 3 – 2   | Danmark | Slottsskogsvallen                                               |                                                                 |
|    |              |         | (2 – 0) |         | Göteborg Publik: 20 553 Domare: Peter Joseph Bauwens (Tyskland) | Göteborg Publik: 20 553 Domare: Peter Joseph Bauwens (Tyskland) |
|    |              |         |         |         | Göteborg Publik: 20 553 Domare: Peter Joseph Bauwens (Tyskland) | Göteborg Publik: 20 553 Domare: Peter Joseph Bauwens (Tyskland) |
|    |              |         |         |         | Göteborg Publik: 20 553 Domare: Peter Joseph Bauwens (Tyskland) | Göteborg Publik: 20 553 Domare: Peter Joseph Bauwens (Tyskland) |

| TM | 23 juni 1929 | Tyskland | 3 – 0   | Sverige | Kölner Stadion                                      |                                                     |
|    |              |          | (1 – 0) |         | Köln Publik: 60 000 Domare: Eugen Braun (Österrike) | Köln Publik: 60 000 Domare: Eugen Braun (Österrike) |
|    |              |          |         |         | Köln Publik: 60 000 Domare: Eugen Braun (Österrike) | Köln Publik: 60 000 Domare: Eugen Braun (Österrike) |
|    |              |          |         |         | Köln Publik: 60 000 Domare: Eugen Braun (Österrike) | Köln Publik: 60 000 Domare: Eugen Braun (Österrike) |

| TM | 7 juli 1929 | Sverige | 4 – 1   | Estland | Landskrona IP                                          |                                                        |
|    |             |         | (2 – 0) |         | Landskrona Publik: 10 000 Domare: Otto Remke (Danmark) | Landskrona Publik: 10 000 Domare: Otto Remke (Danmark) |
|    |             |         |         |         | Landskrona Publik: 10 000 Domare: Otto Remke (Danmark) | Landskrona Publik: 10 000 Domare: Otto Remke (Danmark) |
|    |             |         |         |         | Landskrona Publik: 10 000 Domare: Otto Remke (Danmark) | Landskrona Publik: 10 000 Domare: Otto Remke (Danmark) |

| TM | 28 juli 1929 | Sverige | 10 – 00 | Lettland | Malmö IP                                         |  |
|    |              |         |         |          | Malmö Publik: 8 944 Domare: Otto Remke (Danmark) |  |
|    |              |         |         |          |                                                  |  |
|    |              |         |         |          |                                                  |  |

| NM | 29 september 1929 | Norge | 2 – 1   | Sverige | Ullevål Stadion                                        |                                                        |
|    |                   |       | (1 – 1) |         | Oslo Publik: 25 000 Domare: Lauritz Andersen (Danmark) | Oslo Publik: 25 000 Domare: Lauritz Andersen (Danmark) |
|    |                   |       |         |         | Oslo Publik: 25 000 Domare: Lauritz Andersen (Danmark) | Oslo Publik: 25 000 Domare: Lauritz Andersen (Danmark) |
|    |                   |       |         |         | Oslo Publik: 25 000 Domare: Lauritz Andersen (Danmark) | Oslo Publik: 25 000 Domare: Lauritz Andersen (Danmark) |

### Fotnoter
1. ↑  Fifa: Antwerpen, 1920 Arkiverad 22 december 2007 hämtat från the Wayback Machine.
2. ↑  
 World Football Elo Ratings: Biggest Upsets, eloratings.net, arkiverad från ursprungsadressen  den 2008-06-24, https://web.archive.org/web/20080624184149/http://www.eloratings.net/Upsets.htm, läst 18 juni 2008